# Élections territoriales de 2012 à Saint-Martin
Les élections territoriales de 2012 à Saint-Martin se tiennent les 18 et 25 mars 2012. Ce sont les deuxièmes élections territoriales, après celles qui se sont déroulées en juillet 2007 à la suite de la création de la collectivité territoriale de Saint-Martin. Elles sont remportées par la liste Rassemblement responsabilité réussite, conduite par Alain Richardson, au second tour de scrutin, avec près de 57 % des suffrages.

## Déroulement du scrutin
La collectivité de Saint-Martin est divisée en treize bureaux de vote.
Si, lors du premier tour, une liste emporte la majorité absolue des suffrages exprimés plus une voix, il n'est pas procédé à un second tour. Dans le cas contraire, seules les listes ayant obtenu plus de 10 % des suffrages peuvent se maintenir au second tour. D'après le code électoral de Saint-Martin, la liste arrivée en tête obtient huit des vingt-trois sièges, les autres sont attribués à la proportionnelle, soit un siège pour chaque quotient électoral (i.e. division du nombre de suffrages exprimés par 23), les sièges restants étant pourvus selon la plus forte moyenne.
L'élection du Conseil exécutif ainsi que du président de la Collectivité se tient à l'occasion de la première réunion du Conseil territorial, le 1er avril 2012.

## Listes en présence

### Liste Génération solidaire
Cette liste est conduite par Louis Jeffry (conseiller territorial UP sortant et 4e vice-président du comité exécutif).

### Liste du MAP, Movement for the Advancement of the People
Cette liste est conduite par Louis Mussington (conseiller territorial RRR sortant).

### Liste Rassemblement responsabilité réussite (RRR)
Cette liste est conduite par Alain Richardson (conseiller territorial RRR sortant, membre du conseil exécutif et tête de liste RRR en 2007).

### Liste Saint-Martin pour tous (SMPT)
Cette liste est conduite par Marthe Ogoundélé (conseillère territoriale UP sortante) après sa séparation politique d'avec Louis Jeffry. Elle regroupe des membres de Génération Solidaire et d'Alternatives Citoyennes qui ont choisi de rester avec Marthe Ogoundélé.

### Liste Team Daniel Gibbs 2012
Cette liste est conduite par Daniel Gibbs (conseiller territorial UP sortant et 1er vice-président du comité exécutif).

### Liste Union pour le progrès 2012
Cette liste est conduite par Louis-Constant Fleming (tête de liste UP en 2007 et ancien président du conseil territorial). Elle est soutenue par l'UMP.

## Sondage
| Institut  | Date            | MAP        | RRR        | SMPT            | GS     | UD    | UP      |
| Institut  | Date            | Mussington | Richardson | Ogoundélé-Tessi | Jeffry | Gibbs | Fleming |
| --------- | --------------- | ---------- | ---------- | --------------- | ------ | ----- | ------- |
| Institut  | Date            |            |            |                 |        |       |         |
| Qualistat | 20 février 2012 | 11 %       | 28 %       | 12 %            | 6 %    | 32 %  | 12 %    |

## Résultats
Au premier tour, trois listes franchissent le seuil de 10 % qui leur permet de se maintenir au second tour. Mais le sénateur Louis-Constant Fleming annonce le 21 mars 2012 qu'il se retire du scrutin, sans pour autant donner de consigne de vote. Les deux listes de candidats du second tour demeurent inchangées, Louis Mussington et Marthe Ogoundélé, qui appellent les électeurs à voter RRR, n'ayant pas été intégrés à ces listes. Louis Jeffry ne donne pas non plus de consigne de vote.
| Liste                                 | Tête de liste            | Premier tour | Premier tour | Second tour | Second tour | Sièges |
| Liste                                 | Tête de liste            | Voix         | %            | Voix        | %           | Sièges |
| ------------------------------------- | ------------------------ | ------------ | ------------ | ----------- | ----------- | ------ |
| Rassemblement Responsabilité Réussite | Alain Richardson         | 3 077        | 34,13        | 5 451       | 56,85       | 17     |
| Union pour la démocratie              | Daniel Gibbs             | 2 889        | 32,04        | 4 137       | 43,15       | 6      |
| Union pour le progrès                 | Louis-Constant Fleming   | 1 195        | 13,25        |             |             |        |
| Saint-Martin pour Tous                | Marthe Ogoundélé-Tessi   | 847          | 9,39         |             |             |        |
| Movement of advancement of the people | Louis Mussington         | 670          | 7,43         |             |             |        |
| Génération solidaire                  | Louis Jeffry             | 338          | 3,75         |             |             |        |
|                                       |                          |              |              |             |             |        |
| Total exprimés                        | Total exprimés           | 9 016        | 96,90        | 9 588       | 97,13       |        |
| Votes blancs et nuls                  | Votes blancs et nuls     | 288          | 3,10         | 283         | 2,87        |        |
| Total                                 | Total                    | 9 304        | 100          | 9 871       | 100         | 23     |
| Abstentions                           | Abstentions              | 8 578        | 47,97        | 8 038       | 44,88       |        |
| Inscrits / Participation              | Inscrits / Participation | 17 882       | 52,03        | 17 909      | 55,12       |        |